# Fundusz Ludnościowy Narodów Zjednoczonych
Fundusz Ludnościowy Narodów Zjednoczonych, UNFPA – agenda Organizacji Narodów Zjednoczonych prowadząca działania związane z szeroko rozumianymi sferami praw kobiet, świadomego rodzicielstwa, poprawy warunków rodzenia oraz walki z chorobami przenoszonymi drogą płciową. 
Instytucja ta powstała w 1969 jako United Nations Fund for Population Activities (Fundusz Narodów Zjednoczonych na rzecz Działań Ludnościowych). W 1987 zmieniono jej nazwę na obecną, ale pozostawiono znany już na świecie skrót (UNFPA). Najważniejszymi dziedzinami, w których prowadzi i finansuje ona projekty, są:
- planowanie rodziny i zapobieganie niechcianym ciążom
- zapewnianie bezpiecznego przebiegu ciąży i porodu
- ograniczanie liczby zarażeń chorobami przenoszonymi drogą płciową (w szczególności HIV i AIDS)
- zwalczanie przemocy wobec kobiet
- promocja równouprawnienia kobiet.

Obecnie UNFPA prowadzi działania w około 140 państwach. W dniu 3 października 2017 roku jego dyrektorem wykonawczym została Natalia Kanem (Panamka pochodzenia afrykańskiego).